# Томе
Томе (шп. Tomé) је општина у Чилеу. По подацима са пописа из 2002. године број становника у месту је био 41.198.

## Демографија
| 2002.  |
| ------ |
| 41.198 |